# Danh sách cầu thủ tham dự Cúp bóng đá châu Phi 1970
Đây là danh sách các đội hình tham dự Cúp bóng đá châu Phi 1970. Đội tuyển bóng đá quốc gia Sudan giành chức vô địch năm 1970.

## Cameroon
Huấn luyện viên:Raymond Fobété

| Số | VT | Cầu thủ                 | Ngày sinh (tuổi) | Trận            | Bàn | Câu lạc bộ\|            |
| -- | -- | ----------------------- | ---------------- | --------------- | --- | ----------------------- |
|    | TM | Jean Atangana Ottou     |                  |                 |     | Prisons Buea            |
|    | HV | Gustave Evou            |                  |                 |     | Dragon Yaoundé          |
|    | HV | Paul N'Lend             |                  |                 |     | Canon Yaoundé           |
|    | HV | Pascal Baylon Owona (C) |                  |                 |     | Tonnerre Yaoundé        |
|    | HV | Samuel Essomba          |                  |                 |     | Oryx Douala             |
|    | TV | Jean Moukoko            |                  |                 |     | Oryx Douala             |
|    | TV | Jean-Marie Tsébo        |                  |                 |     | Aigle Royale Nkongsamba |
|    | TV | Jean Moutassié          |                  |                 |     | Dragon Yaoundé          |
|    | TV | Gabriel Abossolo        |                  |                 |     | RFC Paris-Neuilly       |
|    | TĐ | Emmanuel Koum           | {{{tuổi}}}       | {{{số lần áo}}} |     | Grenoble FC 38          |
|    | TĐ | Jean-Baptiste Ndoga     |                  |                 |     | Diamant Yaoundé         |
|    | TĐ | Dieudonné Bassanguen    |                  |                 |     | Dragon Yaoundé          |
|    | TĐ | Jean Manga-Onguené      |                  |                 |     | Canon Yaoundé           |
|    | TV | Paul-Gaston Ndongo      |                  |                 |     | Canon Yaoundé           |
|    | TV | Isaac Mbétté            |                  |                 |     | Caïman Douala           |
|    | TV | Priso Dotélé Kuntz      |                  |                 |     | Oryx Douala             |
|    | TV | Emmanuel Mvé            |                  |                 |     | Canon Yaoundé           |
|    | TV | Samuel Mbappé Leppé     |                  |                 |     | Oryx Douala             |
|    | TV | Walter Embellé          |                  |                 |     | Oryx Douala             |
|    |    | Philippe Mouthé         |                  |                 |     | Bafia                   |
|    | TM | Joseph Ayissi           |                  |                 |     | Epervier d'Ebolowa      |
|    | TV | Georges Ndo Nna         |                  |                 |     | Canon Yaoundé           |

- Một số nguồn hiện đại nói rằng Dominique Colonna là huấn luyện viên nhưng Fobété mới là người chỉ đạo vào tháng 7 năm 1969.

Cameroon cũng triệu tập Joseph Yegba Maya của Olympique Marseille vào đội tuyển, nhưng yêu cầu đền bù tài chính của Marseille quá cao.

## CHDC Congo
Huấn luyện viên:André Mori

| Số | VT | Cầu thủ                | Ngày sinh (tuổi) | Trận | Bàn | Câu lạc bộ\|                    |
| -- | -- | ---------------------- | ---------------- | ---- | --- | ------------------------------- |
|    | TM | Robert Mwamba          |                  |      |     | TP Englebert                    |
|    | HV | Salomon Mange          |                  |      |     | AS Vita Club                    |
|    | HV | Pierre Katumba         |                  |      |     | TP Englebert                    |
|    | HV | Albert Mukombo         |                  |      |     | TP Englebert                    |
|    | HV | Raymond Bwanga         |                  |      |     | TP Englebert                    |
|    | TV | Léonard Saïdi          |                  |      |     | TP Englebert                    |
|    | TV | Jean Kembo             |                  |      |     | As Vita Club                    |
|    | TV | Ernest Mokili          |                  |      |     | AS Dragons                      |
|    | TV | Joseph Kibonge Mafu(C) |                  |      |     | AS Vita Club                    |
|    | TV | Raoul Albert Kidumu    |                  |      |     | Diables Rouges de Thysville     |
|    | TV | Martin Tshinabu        |                  |      |     | TP Englebert                    |
|    | TV | Zacharie Tshibangu     |                  |      |     | Union Saint-Gilloise de Kananga |
|    | TĐ | André Kalonzo          |                  |      |     | Diables Rouges de Thysville     |
|    | TĐ | Adelard Maku Mayanga   |                  |      |     | AS Vita Club                    |
|    | TĐ | Emmanuel Kakokoage=    | {{{tuổi}}}       |      |     | CS Imana                        |
|    | TĐ | Léon Mungamuniage=     | {{{tuổi}}}       |      |     | CS Imana                        |
|    | HV | Likimbaage=            | {{{tuổi}}}       |      |     | CS Imana                        |
|    | HV | Philippe Mampuyaage=   | {{{tuổi}}}       |      |     |                                 |

## Ai Cập
Huấn luyện viên:Mohammed Abdou Saleh El-Wahsh

| Số | VT | Cầu thủ                    | Ngày sinh (tuổi) | Trận | Bàn | Câu lạc bộ\|          |
| -- | -- | -------------------------- | ---------------- | ---- | --- | --------------------- |
|    | TM | Hassan Mokthar             |                  |      |     | Ismaily               |
|    | TM | Hassan Orabi               |                  |      |     | Al-Ittihad Alexandria |
|    |    | Abdelkarim El-Gohary       |                  |      |     | Zamalek               |
|    |    | Mohammed El-Seyagui        |                  |      |     | Ghazl El-Mehalla      |
|    |    | Mohammed Ibrahim El-Mazati |                  |      |     | Al-Ittihad Alexandria |
|    |    | Amin Darwish               |                  |      |     | Ismaily               |
|    |    | Hany Moustafa              |                  |      |     | Al-Ahly               |
|    |    | Mansour El-Bouri           |                  |      |     | Olympic               |
|    |    | Ibrahim Abdelsamad         |                  |      |     | Al-Ahly               |
|    |    | Salah Hosni                |                  |      |     | Al-Ahly               |
|    |    | Shawki Hussein             |                  |      |     | Zamalek               |
|    |    | Hassan El-Shazly           |                  |      |     | Tersana               |
|    |    | Taha Basry                 |                  |      |     | Zamalek               |
|    |    | Sayed Abdelrazek           |                  |      |     | Ismaily               |
|    |    | Ali Abougreisha            |                  |      |     | Ismaily               |
|    |    | Shehta El Iskandarani      |                  |      |     | Al-Ittihad Alexandria |
|    |    | Farouk Ibrahim             |                  |      |     | Olymp                 |
|    |    | Ibrahim Reyadh             |                  |      |     | Tersana               |
|    |    | Yakan Zaki Hussein         |                  |      |     | Zamalek               |
|    |    | Aboubakr El Sayed Hassan   |                  |      |     | Al Ittihad Alexandria |
|    |    | El-Sherbini                |                  |      |     | Plastic               |

## Ethiopia
Huấn luyện viên:Adam Alemu và Tsehaye Bahre

| Số | VT | Cầu thủ                   | Ngày sinh (tuổi) | Trận | Bàn | Câu lạc bộ\| |
| -- | -- | ------------------------- | ---------------- | ---- | --- | ------------ |
|    | TM | Getachew Abebe            |                  |      |     |              |
|    | TM | Yohannes Kidane           |                  |      |     |              |
|    | TM | Amdemichael Gebreselassie |                  |      |     |              |
|    | HV | Bekuretsion Gebrehiwot    |                  |      |     |              |
|    |    | Abraha Gobezayehu         |                  |      |     |              |
|    |    | Afework Tsegaye           |                  |      |     |              |
|    |    | Gezahegn Manyazewal       |                  |      |     |              |
|    |    | Berhe Goitom              |                  |      |     |              |
|    |    | Abraha Araya              |                  |      |     |              |
|    |    | Getachew Abdo             |                  |      |     |              |
|    |    | Jemil Hassen              |                  |      |     |              |
|    |    | Tekeste Gebremedhin       |                  |      |     |              |
|    |    | Mengistu Worku            |                  |      |     |              |
|    |    | Geremew Zergaw            |                  |      |     |              |
|    | TV | Luciano Vassallo          |                  |      |     |              |
|    |    | Fesseha Woldemanuel       |                  |      |     |              |
|    |    | Asefaw Tewolde            |                  |      |     |              |
|    |    | Haile Tesfagabre          |                  |      |     |              |
|    |    | Shewangizaw Agonafer      |                  |      |     |              |
|    |    | Engdawork Tariku          |                  |      |     |              |

## Ghana
Huấn luyện viên: 

| Số | VT | Cầu thủ                  | Ngày sinh (tuổi) | Trận | Bàn | Câu lạc bộ\|     |
| -- | -- | ------------------------ | ---------------- | ---- | --- | ---------------- |
|    | TM | Robert Mensah            |                  |      |     | {{{câu lạc bộ}}} |
|    | TM | John Botwe               |                  |      |     | {{{câu lạc bộ}}} |
|    |    | Edward Boye              |                  |      |     | {{{câu lạc bộ}}} |
|    |    | Akuetteh Armah           |                  |      |     | {{{câu lạc bộ}}} |
|    |    | John Eshun (C)           |                  |      |     | {{{câu lạc bộ}}} |
|    |    | Oliver Acquah            |                  |      |     | {{{câu lạc bộ}}} |
|    |    | Robert Foley             |                  |      |     | {{{câu lạc bộ}}} |
|    |    | Joe Ghartey              |                  |      |     | {{{câu lạc bộ}}} |
|    |    | Alex Mingle              |                  |      |     | {{{câu lạc bộ}}} |
|    |    | Ibrahim Sunday           |                  |      |     | {{{câu lạc bộ}}} |
|    |    | Osmanu Orlando           |                  |      |     | {{{câu lạc bộ}}} |
|    |    | Kwasi Owusu              |                  |      |     | {{{câu lạc bộ}}} |
|    |    | Malik Jabir              |                  |      |     | {{{câu lạc bộ}}} |
|    |    | Cecil Jones Attuquayefio |                  |      |     | {{{câu lạc bộ}}} |
|    |    | Abubakari Gariba         |                  |      |     | {{{câu lạc bộ}}} |
|    |    | Abeka Ankrah             |                  |      |     | {{{câu lạc bộ}}} |

## Guinée
Huấn luyện viên:

| Số | VT | Cầu thủ                  | Ngày sinh (tuổi) | Trận | Bàn | Câu lạc bộ\|     |
| -- | -- | ------------------------ | ---------------- | ---- | --- | ---------------- |
|    | TM | Mamady Sano              |                  |      |     | Prisons Buea     |
|    | TM | Morlaye Camara           |                  |      |     |                  |
|    |    | Sékou Condé              |                  |      |     | {{{câu lạc bộ}}} |
|    |    | Arsène Campbell          |                  |      |     | {{{câu lạc bộ}}} |
|    |    | Aly Badara Keita         |                  |      |     | {{{câu lạc bộ}}} |
|    |    | Pierre Bangoura(C)       |                  |      |     | {{{câu lạc bộ}}} |
|    |    | Jacob Bangoura           |                  |      |     | {{{câu lạc bộ}}} |
|    |    | Mamadouba Camara         |                  |      |     | {{{câu lạc bộ}}} |
|    |    | Ousmane Thiam            |                  |      |     | {{{câu lạc bộ}}} |
|    |    | Ibrahima Kandia Diallo   |                  |      |     | {{{câu lạc bộ}}} |
|    |    | Chérif Souleymane        |                  |      |     | {{{câu lạc bộ}}} |
|    |    | Sény Soumah              |                  |      |     | {{{câu lạc bộ}}} |
|    |    | Soriba Soumah            |                  |      |     | {{{câu lạc bộ}}} |
|    |    | Ibrahim Sory Keita       |                  |      |     | {{{câu lạc bộ}}} |
|    |    | Mamadouba N'Dongo Camara |                  |      |     | {{{câu lạc bộ}}} |

## Cote d'Ivoire
Huấn luyện viên:Peter Schnittger

| Số | VT | Cầu thủ                     | Ngày sinh (tuổi) | Trận | Bàn | Câu lạc bộ\|     |
| -- | -- | --------------------------- | ---------------- | ---- | --- | ---------------- |
|    | TM | Ibrahima Fanny              |                  |      |     | {{{câu lạc bộ}}} |
|    | TM | Jean Keita                  |                  |      |     | {{{câu lạc bộ}}} |
|    |    | Séry Wawa(C)                |                  |      |     | {{{câu lạc bộ}}} |
|    |    | Denis Gnégnéry              |                  |      |     | {{{câu lạc bộ}}} |
|    |    | André Obrou                 |                  |      |     | {{{câu lạc bộ}}} |
|    |    | Jean-Baptiste Akassou Akran |                  |      |     | {{{câu lạc bộ}}} |
|    |    | Joseph Niankouri            |                  |      |     | {{{câu lạc bộ}}} |
|    |    | Alphonse Yoro               |                  |      |     | {{{câu lạc bộ}}} |
|    |    | Bernard Gnahoré             |                  |      |     | {{{câu lạc bộ}}} |
|    |    | Mathias Diagou              |                  |      |     | {{{câu lạc bộ}}} |
|    |    | Christophe base             |                  |      |     | {{{câu lạc bộ}}} |
|    |    | François Tahi               |                  |      |     | {{{câu lạc bộ}}} |
|    |    | Diomandé Losséni            |                  |      |     | {{{câu lạc bộ}}} |
|    |    | Honoré Djiké                |                  |      |     | {{{câu lạc bộ}}} |
|    |    | Laurent Pokou               |                  |      |     | {{{câu lạc bộ}}} |
|    |    | Mangué Cissé                |                  |      |     | {{{câu lạc bộ}}} |
|    |    | Clément Lorougnon           |                  |      |     | {{{câu lạc bộ}}} |
|    |    | Ernest Kallet Bialy         |                  |      |     | {{{câu lạc bộ}}} |

## Sudan
Huấn luyện viên: Abdel-Fattah Hamad Abu-Zeid

| Số | VT | Cầu thủ                                 | Ngày sinh (tuổi)                  | Trận | Bàn | Câu lạc bộ\|            |
| -- | -- | --------------------------------------- | --------------------------------- | ---- | --- | ----------------------- |
|    | TM | Abdelaziz Abdellah Abdelrahman          |                                   |      |     | Al-Merrikh SC           |
|    | TM | Eid Dudu Damur                          |                                   |      |     | Al-Hilal Club           |
|    | HV | Samir Saleh                             |                                   |      |     |                         |
|    | HV | Najmeldin Hassan                        |                                   |      |     | Al-Nil SC (Al-Khartoum) |
|    | HV | Awad Nasr Musa                          |                                   |      |     | Al-Hilal Club           |
|    | HV | Suliman Abdelgadir                      |                                   |      |     | Al-Merrikh SC           |
|    | HV | Mahmoud Saeed Salim                     |                                   |      |     | Al-Tahrir SC (Bahri)    |
|    | HV | Mohammed Amin Zaki (c)                  |                                   |      |     | Al-Hilal Club           |
|    |    | El-Sir Obeidalla Mohammed Fadl Al-Moula |                                   |      |     |                         |
|    | TĐ | Muhammed El-Bashir Al-Sayed             |                                   |      |     | Al-Ahli SC (Wad Madani) |
|    | TV | Bushara Abdelnadief Abdalla Sayed       |                                   |      |     | Al-Merrikh SC           |
|    | TV | Ibrahim Yahia Elkawarti                 |                                   |      |     | Al-Hilal Club           |
|    | TV | Nasr El-Din Abbas                       | 13 tháng 8, 1944 (25 tuổi)        |      |     | Al-Hilal                |
|    |    | Bushara Whaba Ahmed                     |                                   |      |     | Al-Merrikh SC           |
|    | TĐ | Hasab El-Rasoul Omer Ali                |                                   |      |     | Burri SC                |
|    | TĐ | Ali Gagarin                             | ngày 1 tháng 4 năm 1949 (aged 20) |      |     | Al-Hilal                |
|    |    | Ahmed Bashir Abbas                      |                                   |      |     |                         |
|    |    | Abdelkafi Abu El-Qasm                   |                                   |      |     | Burri SC                |
|    |    | Babiker Osman                           |                                   |      |     |                         |
|    |    | Awad Abdelghani                         |                                   |      |     |                         |
|    | TĐ | Eizeldin Osman                          |                                   |      |     | Al-Hilal Club           |